# Nguyễn Văn Thuân
Nguyễn Văn Thuân (sinh ngày 21 tháng 5 năm 1958) là một thẩm phán người Việt Nam. Ông hiện là Phó Chánh án thường trực Tòa án nhân dân tối cao Việt Nam, Thẩm phán Tòa án nhân dân tối cao của Việt Nam, thành viên Hội đồng Thẩm phán Tòa án nhân dân tối cao.

## Sự nghiệp
Nguyễn Văn Thuân sinh ngày 21 tháng 5 năm 1958,quê quán tại xã An Châu, huyện Đông Hưng, tỉnh Thái Bình. Ông có bằng Tiến sĩ Luật.
Ngày 6 tháng 1 năm 2014, Nguyễn Văn Thuân, Ủy viên Ban cán sự Đảng, Vụ trưởng Vụ Tổ chức- Cán bộ TAND tối cao được Ban Bí thư Trung ương Đảng Cộng sản Việt Nam bổ nhiệm làm trợ lý cho ông Trương Hòa Bình (Bí thư Trung ương Đảng Cộng sản Việt Nam, Chánh án Tòa án nhân dân tối cao Việt Nam). Trước đó, Nguyễn Văn Thuân từng là Chánh văn phòng Ban cán sự Đảng Cộng sản Việt Nam, Thẩm phán Tòa án nhân dân tối cao. 
Ngày 8 tháng 10 năm 2014, Nguyễn Văn Thuân, Vụ trưởng Vụ Tổ chức cán bộ Tòa án nhân dân tối cao, Trợ lí của ông Trương Hòa Bình, được bổ nhiệm giữ chức vụ Phó Chánh án Tòa án nhân dân tối cao.
Ngày 26 tháng 6 năm 2015, Quốc hội Việt Nam khóa 13 đã bỏ phiếu phê chuẩn đề nghị của Chánh án Tòa án nhân dân tối cao Trương Hòa Bình về việc bổ nhiệm ông làm Thẩm phán Tòa án nhân dân tối cao, với tỉ lệ đại biểu Quốc hội bỏ phiếu đồng ý phê chuẩn là 89,88% (469 phiếu hợp lệ - 3 phiếu không hợp lệ; 444 phiếu đồng ý – 25 phiếu không đồng ý). Lúc này ông đang là Ủy viên Ban cán sự đảng, Phó Chánh án Tòa án Nhân dân Tối cao.
Tháng 1 năm 2018, Nguyễn Văn Thuân là Phó chánh án thường trực Tòa án nhân dân tối cao Việt Nam.